# Leandro Melino Gomes
Leandro Melino Gomes (in azero Leandro Melino Qomeş; Casimiro de Abreu, 24 agosto 1976) è un ex calciatore brasiliano naturalizzato azero, di ruolo attaccante.

## Carriera

### Club
Durante la sua carriera ha giocato con varie squadre di club, tra cui principalmente il Baku, con cui conta 59 presenze e 17 reti.

### Nazionale
Conta 18 presenze con la nazionale azera.

## Palmarès

### Club

#### Competizioni nazionali
- Coppa dell'Azerbaigian: 1

Baku: 2004-2005